# Tolomeo Gallio
Tolomeo Gallio (25 de setembro de 1527 - 3 de fevereiro de 1607) foi um cardeal milanês da Igreja Católica, decano do Colégio dos Cardeais.

## Biografia
Era filho de Ottavio Gallio e Elisabetta Vailati. Fez seus estudos clássicos em Como sob os cuidados do preceptor Benedetto Giovio. Foi enviado a Roma em uma idade jovem sob a proteção de Paolo Giovio, bispo de Nocera, estudando Direito. Entrou a serviço do cardeal Antonio Trivulzio, e mais tarde para o cardeal Taddeo Gaddi como seu secretário e, finalmente, tornou-se o secretário particular do cardeal João Ângelo de Médici, entre outubro de 1559 até 1565.

## Episcopado
Eleito bispo de Martorano, em 13 de setembro de 1560, onde exerceu sua prelazia até 1562, quando foi elevado a arcebispo metropolitano de Manfredonia, onde residiria até 1573. Em 12 de março de 1565, foi criado cardeal pelo Papa Pio IV, recebendo o barrete cardinalício e o título de cardeal-presbítero pro illa vice de São Teodoro em 15 de maio.

## Cardinalato
Em 7 de setembro, passa ao título de São Pancrácio. Em 1568, opta pelo título pro illa vice de Santa Ágata em Suburra, depois ao de São Clemente, até 1587, quando passa ao de Santa Maria do Povo. Entre 1580 e 1582, foi camerlengo.
Opta pela ordem dos cardeais-bispos e recebeu a suburbicária de Albano em 2 de dezembro de 1587. Passa para suburbicária de Sabina em 2 de março de 1589. Em 5 de março de 1591, assume a suburbicária de Frascati, onde fica até 1600, quando assume a suburbicária de Porto e Santa Rufina.
Passa para a suburbicária de Óstia-Velletri em 19 de fevereiro de 1603, quando torna-se o Decano do Sacro Colégio dos Cardeais.
Morreu em 3 de fevereiro de 1607, em Roma. Enterrado na igreja de Santa Maria della Scala em Roma, mais tarde, seus restos mortais foram transferidos para Como e enterrados no túmulo que ele construiu na igreja de San Giovanni di Piedemonte. Em 3 de dezembro de 2007, em comemoração ao quarto centenário de sua morte, o cardeal Tarcisio Bertone, S.D.B., Cardeal Secretário de Estado, presidiu uma missa celebrada na catedral de Como e fez a homilia.

## Conclaves
- Conclave de 1565–1566 - participou da eleição do Papa Pio V.
- Conclave de 1572 - participou da eleição do Papa Gregório XIII.
- Conclave de 1585 - participou da eleição do Papa Sisto V.
- Conclave de setembro de 1590 - participou da eleição do Papa Urbano VII.
- Conclave do outono de 1590 - participou da eleição do Papa Gregório XIV.
- Conclave de 1591 - participou da eleição do Papa Inocêncio IX.
- Conclave de 1592 - participou da eleição do Papa Clemente VIII.
- Conclave de março de 1605 - participou como decano da eleição do Papa Leão XI.
- Conclave de maio de 1605 - participou como decano da eleição do Papa Paulo V.